# Витебская губернская учёная архивная комиссия
Витебская учёная архивная комиссия — научное историческое общество Витебской губернии (1909—1918).

## История
Общество создано 31 мая (13 июня) 1909 года по постановлению Витебского губернатора от 13 мая 1909 года на основании положения Комитета министров «О создании ученых архивных комиссий и исторических архивов». Первым инициатором создания комиссии являлся преподаватель духовной семинарии Н. Н. Богородский: именно им было подготовлено прошение об её открытии и он был управляющий делами. Его идею активно поддержали В. С. Арсеньев, Е. Р. Романов и А. П. Сапунов. Цель работы комиссии — охрана памятников истории и культуры, изучение и популяризация истории края, сбор музейных коллекций, археологические исследования, выявление древних рукописей и документов, организация экскурсий, издание научных и популярных работ по истории, географии, археологии и этнографии Витебщины. Главным направлением деятельности комиссии являлся разбор и описание архивных дел, которые предназначались губернскими и местными учреждениями к уничтожению, составление описей и указателей. Комиссия имела право изымать документы, представлявшие интерес для исторической науки, и обеспечивать их сохранение.
В состав комиссии входили председатель, его заместители, управляющий делами, секретарь, хранители музея и архива, казначей, а в совет — члены правления. Особую роль выполняла ревизионная комиссия, члены которой просматривали приходно-расходные книги, отвечали за делопроизводство и контролировали расход денежных средств. 
Состав комиссии определялся Витебским губернатором по согласованию с директором Санкт-Петербургского археологического института. Члены комиссии были поделены на учредителей, почетных, действительных членов и членов-сотрудников, избиравшихся на общем собрании тайным голосованием. В 1910 году в комиссии состояли 28 членов-учредителей, 99 почётных, 325 действительных членов и 15 членов-сотрудников. Это были известные люди своего времени (ученые, государственные и общественные деятели, военачальники, священники, землевладельцы, коллекционеры), а также местные ученые, педагоги, краеведы, чиновники. 
Витебская ученая архивная комиссия существовала на государственные субсидии (изначально 200 рублей в год), членские взносы, добровольные пожертвования частных лиц и всевозможных учреждений, а также со сборов от лекций и других культурно-просветительных мероприятий. 
Комиссия имела правление, совет, библиотеку (3700 томов), исторический архив (314 дел) и музей (1069 монет и 39 медалей).
Членами комиссии была проделана огромная работа по сбору и разработке подробных и обстоятельных сведений о разных останках старины: археологических древностях, включая орудия каменного века, бронзовые и медные украшения и старинное оружие; исторических памятниках, включая останки древних городищ и курганов, развалины крепостей, замков, церквей, монастырей, каплиц, древние иконы, древнюю церковную живопись, старинные картины, портреты, рукописи, книги; этнографических предметах, включая одежду, головные уборы и украшения, старинную утварь, музыкальные инструменты.
Члены комиссии создавали музеи и библиотеки, готовили труды по археологии, архивоведению, археографии, охране памятников, церковной истории края, иконографии, геральдике, демографии, этнографии и истории искусства, генеалогии. 
В связи с 100-летием войны 1812 года комиссия провела большую работу по увековечиванию памяти участников войны 1812 года, отыскания братских могил, установлении памятников на Витебщине, для чего в октябре 1910 года был создан специальный комитет из 18 человек. На собранные комиссией средства был построен памятник в честь героев войны 1812 года в Витебске, в 1910 году по инициативе комиссии открыт Витебский учительский институт, в 1911 году — Витебское отделение Московского археологического института. 
Имела контакты более чем с 100 научными учреждениями России и зарубежных стран, поддерживала связи с многими научными организациями, которые присылали ей свои издания, в том числе с Императорской Санкт-Петербургской академией наук, Калифорнийским университетом, Нью-Йоркской публичной библиотекой, Московским университетом, библиотекой Румянцевского музея, рядом губернских статистических комитетов и ученых архивных комиссий. Витебская учёная архивная комиссия вела активную переписку с учебными и культурными учреждениями в пределах Российской империи и за её пределами с просьбой оказать содействие не только в предоставлении археологических древностей, произведений словесности, но и информации об их хранении. При ней была комиссия для рассмотрения архивных дел в учреждениях.
В 1912 году архивная комиссия начала сбор подробных сведений о памятниках древности на территории Витебской губернии, разработала подробную программу поисков, которая была направлена местным органам власти. В результате этой работы выявлены многочисленные неизвестные памятники истории и культуры, информацию о которых присылали в комиссию уездные земские исправники, становые приставы, благочинные округа, учителя, а также волостные правления.
При участии комитета по историко-статистическому описанию церквей и приходов Полоцкой епархии при Витебском епархиальном Свято-Владимирском братстве, народных учителей и чиновников было запланировано составление и издание историко-географического словаря Витебской губернии, что было реализовано в полном объеме
По инициативе комиссии была проведена работа по подготовке к празднованию 300-летия дома Романовых. В период с 1909 по 1911 год состоялось свыше двадцати заседаний Витебской учёной архивной комиссии, на которых обсуждались вопросы участия в IV Областном археологическом съезде в Костроме, открытия в Витебске Витебского учительского института и Витебского отделения Московского археологического института, обеспечения сохранности документов Витебского губернского архива, подготовки проектной документации по восстановлению таких памятников архитектуры, как Софийский собор в Полоцке, Успенский собор и собор св. Барбары в Витебске и других значимых культурных и духовных учреждений.
Витебская учёная архивная комиссия упразднена при образовании губернского архивного управления в 1918 году. Исторический архив, библиотека и музей организации переданы в Витебское отделение Московского археологического института. Комиссия была ликвидирована согласно Декрету от 1 июня 1918 года, по которому все архивные комиссии и учёные общества, «сохраняя свой внутренний строй и распорядок», были переданы в подчинение главному управлению архивным делом при Наркомате просвещения РСФСР. Однако значительная часть её сотрудников в условиях послевоенного и послереволюционного хаоса включилась в реформирование архивного, музейного и библиотечного отдела губернии, спасая уездные, волостные, фамильные архивы, библиотечные и музейные собрания. В 1920-е годы члены комиссии активно включились в развернувшееся в Беларуси краеведческое движение.
В Национальном историческом архиве Беларуси хранятся многочисленные документы и материалы, связанные с историей деятельности Витебской ученой архивной комиссии, в том числе ее фонд (Ф. 2771), насчитывающий 165 архивных дел. Это журналы заседаний совета комиссии, списки ее членов, дела об открытии в городе Витебске отделения Московского археологического института, о создании комиссии для разработки программы проведения 100-летнего юбилея войны 1812 года, сведения о памятниках местной старины, об выполнении археологических исследований, поиске братских могил участников войны 1812 года, списки членов комиссии и другие документы.

## Председатели комиссии
- Арсеньев, Василий Сергеевич;
- Кадыгробов, Всеволод Антонович (26 сентября (9 октября) 1910 года по 1912 год);
- Тихомиров, Клавдий Иванович (1912 год по 1918 год);
- Сапунов, Алексей Парфёнович (1919 год).

## Секретари комиссии
- Сахаров, Сергей Петрович.

## Почётные члены комиссии
- Довнар-Запольский, Митрофан Викторович;
- Иловайский, Дмитрий Иванович;
- Кайгородов, Дмитрий Никифорович;
- Карский, Евфимий Фёдорович;
- Ключевский, Василий Осипович;
- Лаппо-Данилевский, Александр Сергеевич;
- Семёнов-Тян-Шанский, Пётр Петрович.
- Шахматов, Алексей Александрович;
- Эпимах-Шипило, Бронислав Игнатьевич.

## Действительные члены комиссии
- Анцев, Михаил Васильевич;
- Богородский, Николай Николаевич;
- Глыбовский, Василий Иванович;
- Довгялло, Дмитрий Иванович;
- Долгов, Иван Иванович;
- Змигродский, Константин Антонович;
- Зорин, Николай Иванович;
- Кадыгробов, Всеволод Антонович;
- Краснянский, Владимир Гаврилович;
- Красовицкий, Пётр Матвеевич;
- Леонардов, Дмитрий Сергеевич;
- Никифоровский, Николай Яковлевич;
- Сабин-Гус, Иван Юрьевич
- Стукалич, Владимир Казимирович;
- Тихомиров, Клавдий Иванович;
- Федорович, Вацлав Петрович.

## Публикации комиссии
Комиссия издавала труды по истории, географии, этнографии, археологии Витебщины, сборник «Труды Витебской учёной комиссии» (Витебск, 1910 год), с 1911 года — «Полоцко-Витебская старина» (3 выпуска, 1911—1916 годы). С этой целью был создан редакционный комитет по рецензированию и изданию работ членов комиссии.
- Сапунов, А. П. Белоруссия и белорусы: (читано в заседании Витебской ученой архивной комиссии 26 сентября) / А. П. Сапунов. — Витебск: Губернская типография, 1910. — 21 с.
- Глыбовский, В. И. 1812-й год в Витебской губернии: издание для народа / составил действительный член Витебской ученой архивной комиссии В. И. Глыбовский. — Витебск: Витебская ученая архивная комиссия, 1910. — 62 с.
- Арсеньев, В. С. Личный состав Витебской ученой архивной комиссии к 31 мая 1910 года / В. С. Арсеньев. — Витебск: Типография насл. М. Б. Неймана, 1910. — 24 с
- Арсеньев, В. С. Из документов 1812 г.: предписание Витебского генерал-губернатора Городскому нижнему земскому суду о правилах для земской полиции, как встречать Государя Императора и других особ Императорского дома, так же и проходящие полки: (дело Архива Вит. уч. арх. ком., переданное из Городск. уездн. полиц. упр.) / сообщ. В. С. Арсеньев. — Витебск: Губернская типография, 1910. — 10 с.
- Змигродский, К. А. (сост.) Каталог монет и медалей музея Витебской ученой архивной комиссии / составил хранитель музея К. А. Змигродзкий. — Витебск: Типография насл. М. Б. Неймана, 1911. — 38 с.
- Змигродский, К. А. (сост.) Каталог музея Витебской ученой архивной комиссии / составил хранитель музея К. А. Змигродзкий. — Витебск: Типолитография насл. М. Б. Неймана, 1912. — 48 с.
- Кенигсфест, Н. Ю. (сост.) Краткий систематический каталог библиотеки Витебской ученой архивной комиссии: (по 1 декабря 1911 года) / Н. Ю. Кенигфест. — Витебск: Типолитография П. А. Подземского, 1912. — 184 с.
- Мельникова, М. (сост.) Каталог архива Витебской ученой архивной комиссии 1911-го года / сост.: М. Мельникова. — Витебск, 1912. — 22 с.